# Cratere Clausius
Clausius è un cratere lunare di 24,2 km situato nella parte sud-occidentale della faccia visibile della Luna, nel mezzo di Lacus Excellentiae, completamente circondato dalla colata basaltica, su cui spicca, a nord il cratere satellite Clausius A.

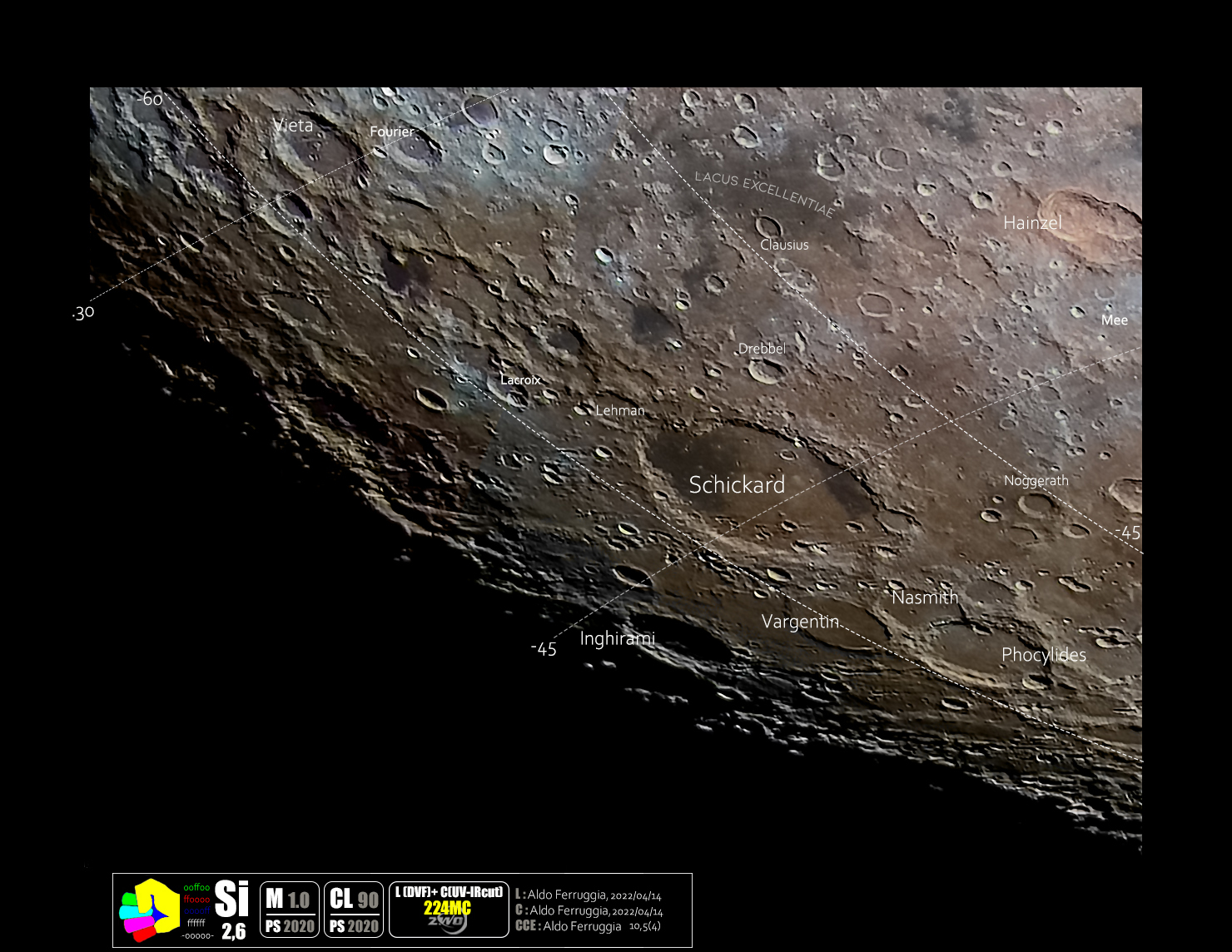
Immagine Selenocromatica(Si) del cratere(in alto)

Il bordo di Clausius è basso ed affilato, e la forma è leggermente ovale, con l'asse maggiore in direzione nord-sud. Il pianoro interno è invaso da lava basaltica, è pianeggiante e povero di caratteristiche ed ha una bassa albedo, risultando più scuro, analogamente al terreno circostante.
Il cratere è dedicato al fisico e matematico tedesco Rudolf Clausius.

## Crateri correlati
Alcuni crateri minori situati in prossimità di Clausius sono convenzionalmente identificati, sulle mappe lunari, attraverso una lettera associata al nome.
| Clausius | Coordinate            | Diametro (in km) |
| -------- | --------------------- | ---------------- |
| A        | 36°19′12″S 43°54′36″W | 7,57             |
| B        | 36°03′36″S 40°14′24″W | 23,91            |
| BA       | 35°45′00″S 40°04′48″W | 18,52            |
| C        | 35°27′36″S 39°03′00″W | 14,76            |
| D        | 38°13′12″S 44°42′36″W | 17,26            |
| E        | 36°34′48″S 45°43′48″W | 6,74             |
| F        | 36°33′00″S 38°07′48″W | 25,77            |
| G        | 37°05′24″S 41°00′36″W | 7,03             |
| H        | 37°52′12″S 39°37′48″W | 7                |
| J        | 37°12′36″S 42°43′48″W | 4,39             |